# Diplobodes simpliseta
Diplobodes simpliseta är en kvalsterart som först beskrevs av Sandór Mahunka 1985.  Diplobodes simpliseta ingår i släktet Diplobodes och familjen Carabodidae. Inga underarter finns listade i Catalogue of Life.